# 1472년

## 연호
- 명(明) 성화(成化) 8년
- 일본(日本) 분메이(文明) 4년
- 후 레 왕조(後黎朝) 홍득(洪德) 3년

## 기년
- 류큐(琉球) 쇼엔왕(尚円王) 3년
- 명(明) 헌종 성화제(憲宗 成化帝) 8년
- 조선(朝鮮) 성종(成宗) 3년
- 후 레 왕조(後黎朝) 성종(聖宗) 13년

## 사건
- 이태리  최초은행 BDPS 시에나은행 창립

## 탄생
- 10월 31일 - 명나라의 철학자 왕수인

## 사망
- 4월 25일 - 이탈리아 건축가, 조각가 레온 바티스타 알베르티